# Casandria penicillum
Casandria penicillum är en fjärilsart som beskrevs av Felder 1874. Casandria penicillum ingår i släktet Casandria och familjen nattflyn. Inga underarter finns listade i Catalogue of Life.